# Forest (Ohio)
Forest is een plaats (village) in de Amerikaanse staat Ohio, en valt bestuurlijk gezien onder Hardin County.

## Demografie
Bij de volkstelling in 2000 werd het aantal inwoners vastgesteld op 1488.
In 2006 is het aantal inwoners door het United States Census Bureau geschat op 1448, een daling van 40 (-2.7%).

## Geografie
Volgens het United States Census Bureau beslaat de plaats een oppervlakte van
3,1 km².
Forest ligt op ongeveer 281 m boven zeeniveau.
18 kilometer zuidelijk (voorbij Patterson) ligt de grotere plaats Kenton.

## Plaatsen in de nabije omgeving
De onderstaande figuur toont nabijgelegen plaatsen in een straal van 12 km rond Forest.